# 貝塞爾學院 (堪薩斯州)
貝塞爾學院（英語：Bethel College），是一所位於美國堪薩斯州的私立學院。這一所學院與門諾會有密切關係。這一所學院提供21種不同的主修供學生選讀，有超過550位學生在這間學院就讀。

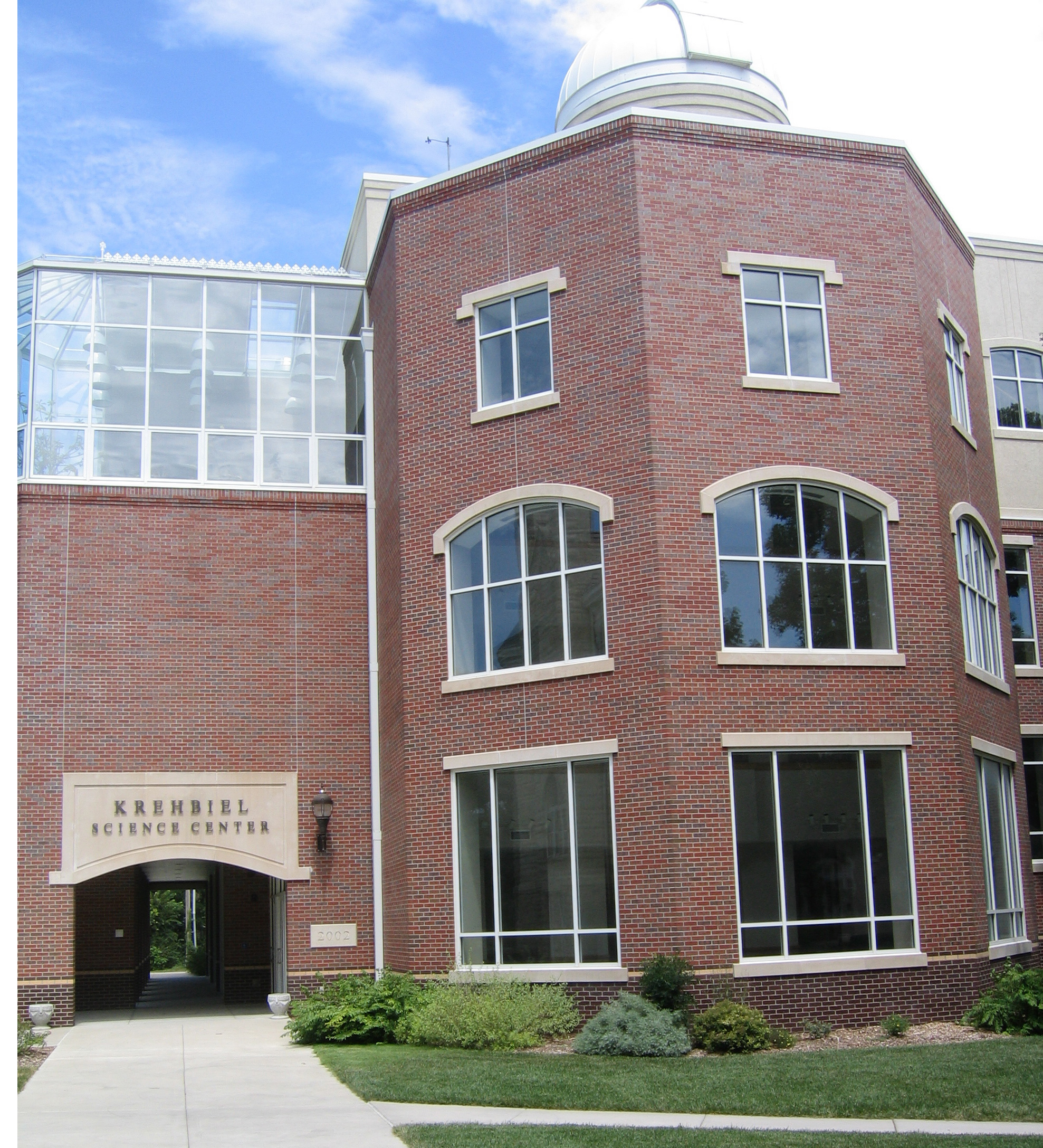
貝塞爾學院的肯伯里科學中心

## 學校歷史
這一間學校建立於西元1887年，在西元1912年才正式頒授四年制學位。貝塞爾原本是位於北美的一間歷史最悠久的門諾學院。西元1874年，一批俄國門諾教徒抵達堪薩斯州。西元1882年，他們開始建立自己的學校。這一所學校最後搬到貝塞爾學院現址，這就是堪薩斯州貝塞爾學院的起源。

## 認可機構
- 美國教育部認可。
- 中國教育部認可。
- 台灣教育部認可。[1]

## 學校排名
- 根據2009年的美國新聞與世界報導U.S.News（页面存档备份，存于），貝塞爾學院為美國第三級大學。[2]

## 外部連結
- 貝塞爾學院官方網站 （页面存档备份，存于）

## 資料來源
1. ↑  .   [2009-10-21]. （原始内容存档于2008-07-20）.
2. ↑  .   [2009-09-11]. （原始内容存档于2010-09-10）.